# Helmitheros vermivorum
Helmitheros vermivorum là một loài chim trong họ Parulidae.